# Sinček palček
Sinček palček je pravljica, ki jo je napisal Lojze Zupanc, ilustrirala in opremila jo je Irena Majcen. Prvič je izšla leta 1979 pri založbi Mladinska knjiga, v Ljubljani.
V pravljici nastopata starša, ki ju obišče gorjanska vila in jima podari sinčka, majhnega kot palčka. Starša se bojita, da jima sinček zaradi svoje velikosti ne bo v pomoč na kmetiji, vendar sinček sam dokaže, da je kljub majhnosti sposoben velikih podvigov. 

## Vsebina
Mladinska pravljica Sinček palček se odvija v Beli krajini, kjer sta živela mož in žena brez otrok, vendar sta si vsaj enega zelo želela. Nekega večera ju je obiskala mlada žena in ju prosila, naj jo sprejmeta pod streho. Mož in žena sta bila radovedna in tujo ženo spraševala kdo je, ker pa jima ni odgovorila, je žena pričela tožiti, kako nesrečna je, ker nimata otrok. Dejala ji je , da bi rada vsaj enega otroka, pa četudi bi bil majhen kakor palček. Drugo jutro se je dekle poslovilo, ne da bi povedalo da je gorjanska vila. Pred odhodom je dala gospodinji jabolko in rekla naj sadež poje, tako bo dobila sinčka kakršnega si je zaželela. Ko je žena pojedla jabolko, je dobila sinčka, ki je bil majhen kakor palček. Gospodar je godrnjal, ko mu je žena pokazala majhnega sinčka, češ da je premajhen da bi mu kaj koristil, toda v njiju je bilo upanje, da bo sinček zrasel. Po desetih letih je sinček ostal majhen kakor palček, vendar z voljo da bi pomagal očetu in materi. In  res, očetu je pomagal pri oranju, živino je gnal na pašo, ter si tako služil vsakdanji kruh. Ko pa sta mu oče in mati umrla, je sinček zapustil rodno hišo in na zeleni kobilici odjezdil v Gorjance, kjer je poiskal gorjanske vile. Belokranjci pripovedujejo, da palček še zdaj živi pri vilah, kjer lovi sončne žarke in srebrn lunin sij, iz katerih izdeluje zlatnike in srebrnike. Torej, če boste kdaj šli v Gorjance in tam srečali sinčka palčka, ga prosite naj vam daruje nekaj vilinskega bogastva. Palček je dobričina, tako da vam bo dal poln klobuk zlatnikov in srebrnikov, če le boste imeli s seboj klobuk. 

## Izdaje
- Lojze Zupanc: Sinček palček, zbirka Knjižnica Čebelica, Mladinska knjiga, Ljubljana 1979